# Distretto di Darnycja
Il distretto di Darnycja (in ucraino Дарницький район?, in russo Дарницкий район?) è uno dei 10 distretti amministrativi in cui è suddivisa la città di Kiev.

## Storia
Attorno al IV secolo a.C. era presente nell'area un insediamento neolitico e nel IX secolo fu un importante centro della Rus' di Kiev. Durante il XIX secolo iniziò a popolarsi sempre di più e sino alla rivoluzione d'ottobre rientrò nel Governatorato di Černigov, divisa da Kiev dal confine naturale del fiume Dnepr. Darnycja venne inglobata nella capitale ucraina nel 1927 e dal 1935 ebbe lo status di distretto (o rajon) della città. L'industrializzazione iniziò col primo dopoguerra del XX secolo e in seguito vi spostarono la loro sede diversi istituti di ricerca e importanti istituti chimici dell'Accademia nazionale delle scienze dell'Ucraina.

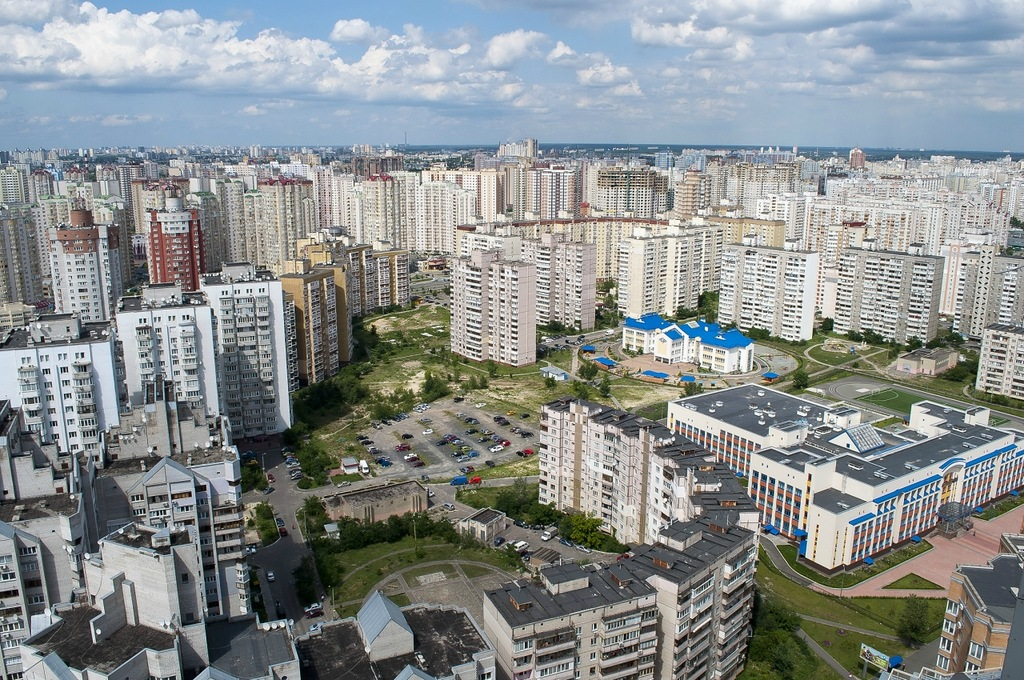
Area urbana di Poznjaky

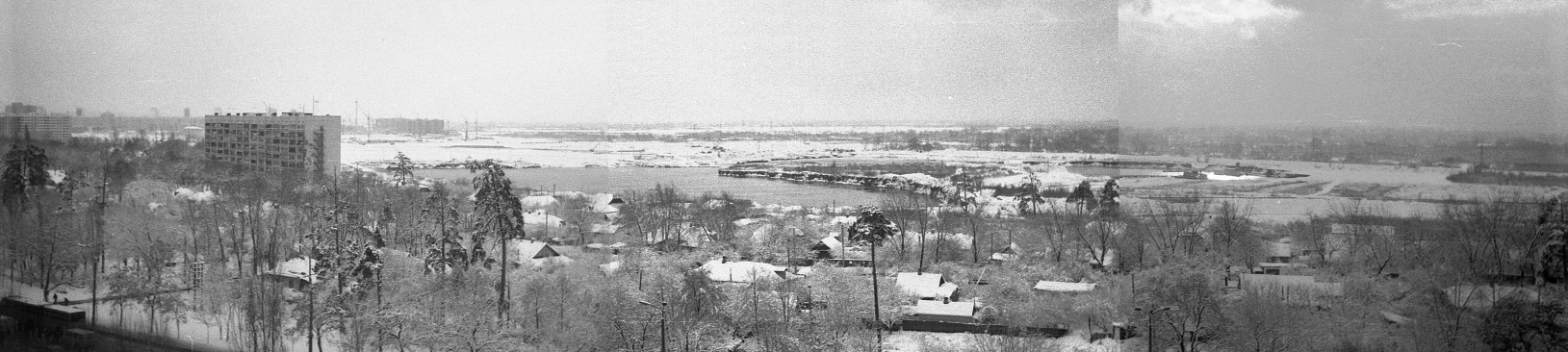
Area urbana di Charkivs'kyj Masyv nel 1987

## Descrizione
Il distretto di Darnycja è un distretto nella parte sud orientale di Kiev, sulla riva sinistra del fiume Dnepr. Ha una superficie di 134 km² con 354639 residenti. Sul territorio vi sono diverse strutture industriali come ad esempio chimiche, meccaniche e alimentari. Nel distretto di Darnycja si trova l'omonima stazione della Metropolitana di Kiev.
Nel distretto sono presenti varie aree urbane:
- Nova Darnycja (Нова Дарниця)
- Poznjaky (Позняки)
- Osokorky (Осокорки)
- Charkivs'kyj Masyv (Харківський масив)
- Selo Ševčenka (Село Шевченка)
- Rembaza (Рембаза)
- Červonyj Chutir (Червоний хутір)
- Bortnyči (Бортничі)

Tre ponti uniscono il distretto alla parte occidentale della città attraversando il Dnepr:
- Nuovo Ponte Darnyc'kyj
- Ponte Paton
- Ponte Pivdennij